# Liptougou
Liptougou est une commune rurale et le chef-lieu du département de Liptougou dans la province de la Gnagna de la région de l'Est au Burkina Faso.

## Géographie
Liptougou est située à 55 km à l'Est de Bogandé, le chef-lieu de la province. Elle est sur la rive droite de la rivière Faga, sur laquelle a été construit le barrage en remblai de Liptougou.

## Santé et éducation
Liptougou accueille un centre de santé et de promotion sociale (CSPS).